# Yohana Yembise
Yohana Susana Yembise (sinh ngày 1 tháng 10 năm 1958) là một viện sĩ và chính trị gia người Indonesia, từng là Bộ trưởng Bộ Trao quyền Phụ nữ và Bảo vệ Trẻ em của Indonesia trong Kabinet Kerja của Joko Widodo.

## Tiểu sử

### Đầu đời và học vấn
Yembise sinh ra ở thành phố Manokwari, khi đó là một phần của New Guinea thuộc Hà Lan, vào ngày 1 tháng 10 năm 1958. Là con thứ hai trong số 11 anh chị em, cha của Yembise là công chức tại huyện Nabire. Yembise lần đầu tiên được giáo dục ở Jayapura và sau đó học tại các trường trung học công lập ở Nabire, bao gồm trao đổi học sinh đến Canada khi còn là học sinh trung học phổ thông.
Sau khi hoàn thành bậc trung học, Yembise đến Đại học Cenderawasih và học ngành giáo dục tiếng Anh, lấy bằng cử nhân năm 1985. Sau đó, bà đến Singapore và nhận bằng tốt nghiệp của Tổ chức Bộ trưởng Bộ Giáo dục Đông Nam Á - Trung tâm Anh ngữ Khu vực (SEAMEO RELC). Sau đó, bà học ngành giáo dục tại Đại học Simon Fraser ở Canada, tốt nghiệp thạc sĩ năm 1994 và tiến sĩ tại Đại học Newcastle ở Úc năm 2007.

### Sự nghiệp giảng viên
Bà trở thành giảng viên tại khoa Giáo dục của Đại học Cenderawasih. Bà được trao chức vị giáo sư tiến sĩ về phác thảo danh mục khóa trình và phát triển tài liệu với tư cách là người phụ nữ Papua đầu tiên trở thành giáo sư ở Indonesia vào tháng 11 năm 2012.
Năm 2011, bà được chọn là thành viên của ủy ban trao tặng Học bổng Phát triển Australia cho Indonesia. Yembise cho biết nhóm của bà tại Cenderawasih đang "sắp xếp số lượng phụ nữ có trình độ học vấn cao ở Papua và bố trí việc làm cho họ".

### Chính trị
Yembise tranh cử với tư cách là nhiếp chính huyện Biak Numfor vào năm 2013 khi là ứng cử viên độc lập, nhưng thất bại. Trong một cuộc phỏng vấn, Yembise nhận thấy nhiều cử tri thích bà nhưng đã ủng hộ những ứng cử viên cung cấp kinh phí xây dựng nơi thờ cúng và những nơi khác, và nói thêm bà "thất bại vì tiền".
Ngày 26 tháng 10 năm 2014, tổng thống đắc cử Joko Widodo bổ nhiệm và tuyên thệ Yembise làm Bộ trưởng Trao quyền Phụ nữ và Bảo vệ Trẻ em, thay thế Linda Amalia Sari. Yembise trở thành nữ bộ trưởng đầu tiên đến từ Papua trong chính phủ Indonesia.
Yembise đặt tên cho chương trình của bà là "Ba chấm dứt" - bao gồm việc chấm dứt bạo lực gia đình và nạn buôn người bên cạnh việc chấm dứt sự bất bình đẳng trong tiếp cận kinh tế đối với phụ nữ.

## Đời tư
Yembise kết hôn với Leo Danuwira. Cả hai có ba người con, trong đó có hai người con gái từng học ở nước ngoài. Bà là tín đồ Cơ Đốc giáo.